# Festival international du film de femmes de Séoul
Le festival international du film de femmes de Séoul (abrégé SIWFF) est un festival de cinéma ayant lieu chaque année en été à Séoul en Corée du Sud. Depuis 1997, il accueille chaque année une sélection de films réalisés par des femmes du monde entier,. Il s'agit de l'un des plus grands festivals consacré aux réalisatrices.